# KVerbos
El KVerbos és un programa educatiu que ajuda a aprendre els verbs espanyols. Actualment el KVerbos, que pertany al KDE Edutainment Project, funciona en Linux.